# Réglementation sécurité incendie
Protéger leurs biens et leurs ressources humaines est l'un des enjeux majeurs des entreprises. Les incendies sont la première cause d'accidents industriels et donc un problème majeur auquel les entreprises doivent pallier pour protéger leurs biens. Pour parer à ces risques, et sous les conseils de leurs assureurs, les entreprises mettent en place des systèmes de protection incendie actifs et passifs.
La sécurité incendie est normée et encadrée grâce à diverses instances, organismes et réglementations, notamment pour protéger les usagers des ERP (Etablissement Recevant du Public).
L'installation d’un système de protection incendie dans l’entreprise est bénéfique à plusieurs degrés :
- maitrise des risques de sinistres
- minimalisation des risques
- réévaluation (à la baisse) des contrats auprès des assureurs.

## Les sources de la réglementation

### NFPA[2]
La NFPA (National Fire Protection Association) est un organisme américain fondé en 1896 dans le but de lutter contre les dommages physiques et matériels dus aux incendies. La NFPA publie des règles et normes en matière de sécurité. Ces réglementations ne se limitent pas seulement aux incendies, elles portent aussi sur les autres dangers tels que électriques, connexes ou environnementaux.
L'utilisation de ces règles permet de combler les lacunes dans la réglementation française en matière de sécurité (NFPA 409 pour la protection des hangars d'avion). Leur application en France est pour l'instant relativement peu répandue, on les retrouve principalement dans les grands groupes trans-nationaux.

### APSAD
Les référentiels APSAD sont composés de règles et de documents techniques APSAD.
Ils découlent de la concertation d'experts de la sécurité pour répondre aux exigences des assurances, elles permettent aussi d'avoir des documents de référence pour les certifications APSAD de service.
En France, on retrouve en général les règles APSAD pour la conception, la mise en œuvre et la maintenance de systèmes de sécurité incendie.

### FM GLOBAL
FM Global (Factory Mutual Global) est un assureur portant plusieurs casquettes ; 
- mène ses propres recherches scientifiques,
- approuve les matériels de protection incendie (FM Approvals)
- édite ses propres règles d’installation (FMDS – Factory Mutual Data Sheet).

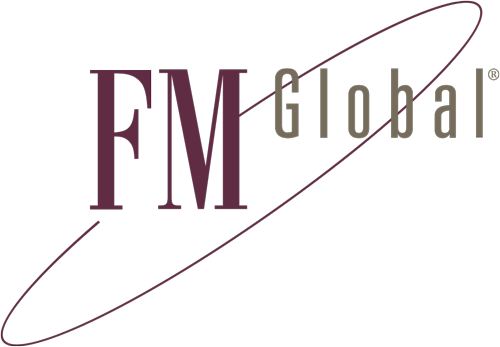
Logo FM GLOBAL

Les Data Sheet FM sont des standards reconnus pour la protection de nombreuses activités industrielles.
Parmi les Data Sheet FM les plus souvent utilisées pour la conception des installations de protection incendie, on citera notamment :
- DSFM 7-14 : Fire & Explosion Protection for Flammable Liquid, Flammable Gas, & Liquefied Flammable Gas.
- DSFM 7-29 : Ignitable Liquid Storage in Portable Containers.
- DSFM 7-83 : Drainage Systems for Ignitable Liquids.
- DSFM 7-101 : Fire Protection for Steam Turbines and Electric Generators.

### Instructions Techniques
Les instructions techniques sont des textes complémentaires qui apportent une valeur normative à un texte de loi. 
En protection incendie, on citera notamment :
- Instruction Technique n° 246 – Désenfumage dans les ERP.
- Instruction Technique n° 248 – Systèmes d’alarme utilisés dans les ERP.
- Instruction Technique du 30/12/2011 – Désenfumage dans les IGH.

### Norme NF
La norme NF EN 12845 concerne les installations fixes de lutte contre l’incendie (systèmes d’extinction automatique du type sprinkler – Conception, installation et maintenance).
Les ERP (Établissements Recevant du Public) comme les centres commerciaux sont les principaux concernés par cette norme. Elle arrive en amont pour aiguiller sur la conception, l'installation et la maintenance de tout système de lutte contre l'incendie (sprinkler) dans les bâtiments et installations industrielles. 

### Code du Travail
Les moyens de prévention et de lutte contre l’incendie sont définis dans le Code du travail par :
- Livre II – Dispositions applicables aux lieux de travail
- TITRE Ier – Obligations du maître d’ouvrage pour la conception des lieux de travail
- Chapitre VI – Risques d’incendies et d’explosions et évacuation
- Section 7 – Moyens de prévention et de lutte contre l’incendie

R. 4216-30 : « Les bâtiments et locaux sont conçus ou aménagés de manière à respecter les dispositions relatives aux moyens de prévention et de lutte contre l’incendie prévues aux articles R. 4227-28 à R. 4227-41. »

### ICPE[3]
Les ICPE désignent les Installations Classées pour la Protection de l’Environnement.
Selon des conditions définies en amont, certaines rubriques imposent la mise en place de systèmes fixes de protection incendie, notamment :
- La rubrique 4331 (initialement 1432) : Stockage en réservoirs manufacturés de liquides inflammables.
- La rubrique 1510 : Stockage de matières ou produits combustibles en quantité supérieure à 500 tonnes dans des entrepôts couverts.